# Gräzistik
Die Gräzistik oder Altgriechische Philologie ist die Wissenschaft von der Sprache und Literatur des Altgriechischen. Selten wird der Terminus Gräzistik im Sinne einer Wissenschaft von der Sprache und Literatur des Griechischen über alle Zeitstufen hinweg auch als Oberbegriff für die Teilwissenschaften der Altgriechischen Philologie, der Byzantinistik und der Neogräzistik benutzt. In Griechenland selbst heißt der Studiengang einfach Φιλολογία (Philología).
Gräzistik kann an vielen deutschen Universitäten studiert werden (Abschlüsse: Magister, Staatsexamen, Bachelor/Master) und bildet zusammen mit der Latinistik die sogenannte Klassische Philologie, die zu den klassischen Altertumswissenschaften gehört. Ziel des Studiums der Gräzistik ist bis heute die möglichst sichere Beherrschung der altgriechischen Sprache, zumindest in deren schriftlicher Form. Dies wird durch Übersetzungen der griechischen Texte ins Deutsche, aber auch durch Übersetzung deutscher Texte ins Griechische geübt. Da die Gräzistik sich ebenso wie die Latinistik mit Sprache und Literatur beschäftigt (die Trennung zwischen Sprach- und Literaturwissenschaft ist in den klassischen Philologien weit weniger scharf als in den Neuphilologien), gehört neben der Beherrschung der Sprache eine umfassende Kenntnis der griechischen Literatur und die Fähigkeit zu ihrer Analyse und Interpretation zu den Studienzielen. Altgriechischkenntnisse oder ein Graecum sind für das Studium der Latinistik, Alten Geschichte und Klassischen Archäologie erforderlich.

## Die Gräzistik als Literaturwissenschaft
Die Gräzistik behandelt alle Autoren von Beginn der griechischen Schriftlichkeit (Homer oder Hesiod) bis zur Byzantinistik, wobei das Ende der griechischen und der Beginn der byzantinischen Literatur fließend ineinander übergehen bzw. nicht klar definiert werden können; der Übergang erfolgte spätestens um 600 n. Chr. mit dem Ende der antiken griechischen Geschichtsschreibung und des Neuplatonismus. Teilweise gibt es eigene Lehrstühle für Byzantinistik (zum Beispiel FU Berlin), teilweise werden Lehrveranstaltungen zur Byzantinistik innerhalb der Gräzistik angeboten (zum Beispiel FSU Jena). Dabei ist allerdings zu beachten, dass viele Byzantinisten eher Historiker als Philologen sind. Insgesamt spielen die Werke der kaiserzeitlichen und spätantiken Literatur in der deutschen Gräzistik bislang eine deutlich geringere Rolle als für Althistoriker und Latinisten. Den Schwerpunkt innerhalb der Gräzistik bildet zumindest in Deutschland nach wie vor das Studium der sogenannten „klassischen“ Autoren, das sind für
- Drama: Aischylos, Sophokles, Euripides, Aristophanes, Menander
- Epik: Homer, Hesiod
- Geschichtsschreibung: Herodot, Thukydides, Xenophon
- Lyrik: Stesichoros, Sappho, Pindar, Bakchylides
- Philosophie: Platon, Aristoteles
- Rhetorik: Lysias, Gorgias, Isokrates, Demosthenes

All diese Werke entstanden vor 300 v. Chr. Dazu kommen einige hellenistischen Autoren sowie das Neue Testament, das in der altgriechischen Gemeinsprache (Koine) geschrieben ist (wobei das NT eher in den theologischen Studiengängen behandelt wird als in der Gräzistik). Die kaiserzeitliche und spätantike griechische Literatur wird derzeit, wie gesagt, noch selten behandelt; eine Ausnahme bilden lediglich einige Werke der Zweiten Sophistik und des Neuplatonismus, die in den letzten Jahren von der Forschung vermehrt beachtet worden sind.

## Stellung des Faches
Die Gräzistik ist in Deutschland (in geringerem Umfang auch in der Schweiz und Österreich) Teil des Fächerkanons an deutschen Universitäten. Da die griechische Sprache zusammen mit der lateinischen lange Zeit an den meisten Gymnasien unterrichtet wurde, hat die Gräzistik auch an den Universitäten stets ihren Beitrag zur deutschen Lehrerausbildung geleistet. Da heutzutage aber nur noch sehr wenige Schüler Griechisch an den Schulen lernen, sind auch die Studentenzahlen der Gräzistik eher gering. Teilweise wird die Gräzistik daher sogar als Orchideenfach bezeichnet, da man außerhalb des Lehrberufs keine besonders guten Chancen auf Arbeit in der freien Wirtschaft hat (was freilich auch für andere geisteswissenschaftliche Fächer gilt). Andererseits zeichnet sich der Stellenwert der Gräzistik nach Ansicht ihrer Verteidiger aber weiterhin dadurch aus, dass die griechischen Texte das Fundament der modernen europäischen Gesellschaft bilden und den Beginn der europäischen Schriftlichkeit setzen.

## Nachbar- und Spezialdisziplinen
Zur Ausbildung in Literatur und Sprache sollen Kenntnisse in den Nachbar- und Spezialdisziplinen gelehrt werden. Wichtig sind vor allem Kenntnisse in griechischer Geschichte, griechischer Kultur und griechischer Philosophie, ohne deren Kenntnis ein Verständnis vieler griechischer Texte nicht möglich ist. Gerade für Lehramtsstudenten ist die umfassende Kenntnis auch dieser Bereiche von Bedeutung, da auch deren Vermittlung innerhalb des Griechischunterrichts in den Schulen Teil des Lehrplans ist. Bei den Spezialdisziplinen sind vor allem die Epigraphik, die Papyrologie und die Textkritik zu nennen. Gerade die Papyrologie konnte in den letzten Jahrzehnten nicht wenige Texte wiedergewinnen (siehe: Oxyrhynchus), die während des Mittelalters verloren gegangen waren.

## Geschichte des Fachs
Griechische Philologie ist bereits in der Antike betrieben worden: Zur Zeit des Hellenismus haben sich griechische Philologen sehr genau mit den vorhandenen Homer-Texten befasst, die zu dieser Zeit wohl schon sehr unterschiedlich waren. Mit dem Aufstieg des römischen Imperiums kam die griechische Sprache auch nach Rom, jeder römische Bürger der Oberschicht konnte Griechisch ebenso wie Latein sprechen (ungefähr ab 150 v. Chr.). Es ist daher nicht verwunderlich, dass einige Römer ihre Werke in griechischer Sprache verfassten (so zum Beispiel Kaiser Marc Aurel). Mit dem Beginn der Spätantike (um 300) nahmen die Griechischkenntnisse im Westen dann ab, was auch zu einem Niedergang der griechischen Philologie in Westeuropa führte. Bewahrt worden ist die Gräzistik nach dieser Zeit hauptsächlich durch oströmisch-byzantinische Gelehrte, auch in Arabien hat man sich mit griechischer Literatur, hauptsächlich Aristoteles, beschäftigt (allerdings zumeist in Übersetzung).
Nach der Eroberung Konstantinopels durch die Osmanen im 15. Jahrhundert flohen viele griechische Wissenschaftler in den Westen und vor allem nach Italien und leiteten so die Renaissance und den Humanismus ein – und das Griechische kehrte so nach Westeuropa zurück. Seit dem 18./19. Jahrhundert beschäftigten sich wichtige Persönlichkeiten wie Winckelmann, Goethe und Nietzsche mit dem Griechischen, Johann Heinrich Voß legte seine berühmte Übersetzung der homerischen Epen vor. Die Zivilisation des Alten Griechenlands galt seither fast 200 Jahre lang als vorbildlich und verlor diesen Status erst nach dem Zweiten Weltkrieg. Im 19. Jahrhundert war der Höhepunkt der Gräzistik in Deutschland erreicht. Als international bedeutendster Philologe dieser Zeit gilt Ulrich von Wilamowitz-Moellendorff. Im späteren 20. Jahrhundert nahm die Bedeutung der griechischen Philologie dann immer mehr ab (parallel zur Abnahme der Bedeutung des Griechischen an den deutschen Gymnasien), trotzdem haben sowohl in West- als auch in Ostdeutschland immer bedeutende Gräzisten gewirkt (zum Beispiel Bruno Snell, Friedrich Zucker). Heute kann man an den meisten Universitäten, an denen auch Latein studiert werden kann, Griechisch studieren, da die beiden Fächer gemeinsam die Klassische Philologie bilden und häufig von Studenten fachlich kombiniert werden.

## Aktive Anwendung der altgriechischen Sprache
Es gibt in Westeuropa eine Gruppe von etwa 15 bis 20 Personen, die sich damit beschäftigt, die altgriechische Sprache aktiv anzuwenden und sie wie eine lebendige Sprache zu sprechen. Diese Initiative ging von dem Heidelberger Gräzistikprofessor Herwig Görgemanns aus. Außerdem finden in Griechenland selbst regelmäßig Altgriechischsprechkurse statt, die von dem Husumer Gymnasiallehrer Helmut Quack geleitet werden.